# Zebra-Batterie

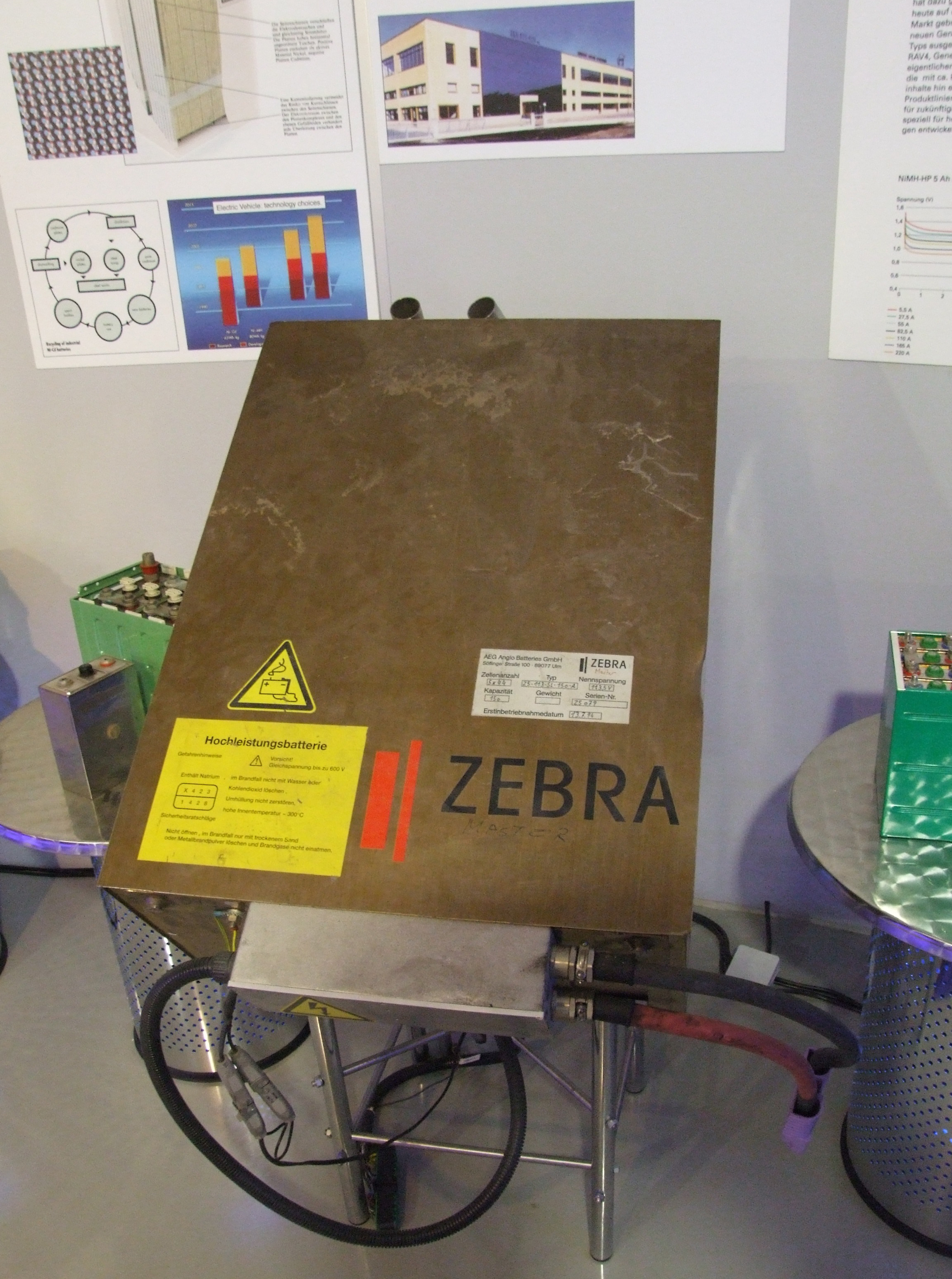
Natrium-Nickelchlorid-Batterie, Museum Autovision, Altlußheim

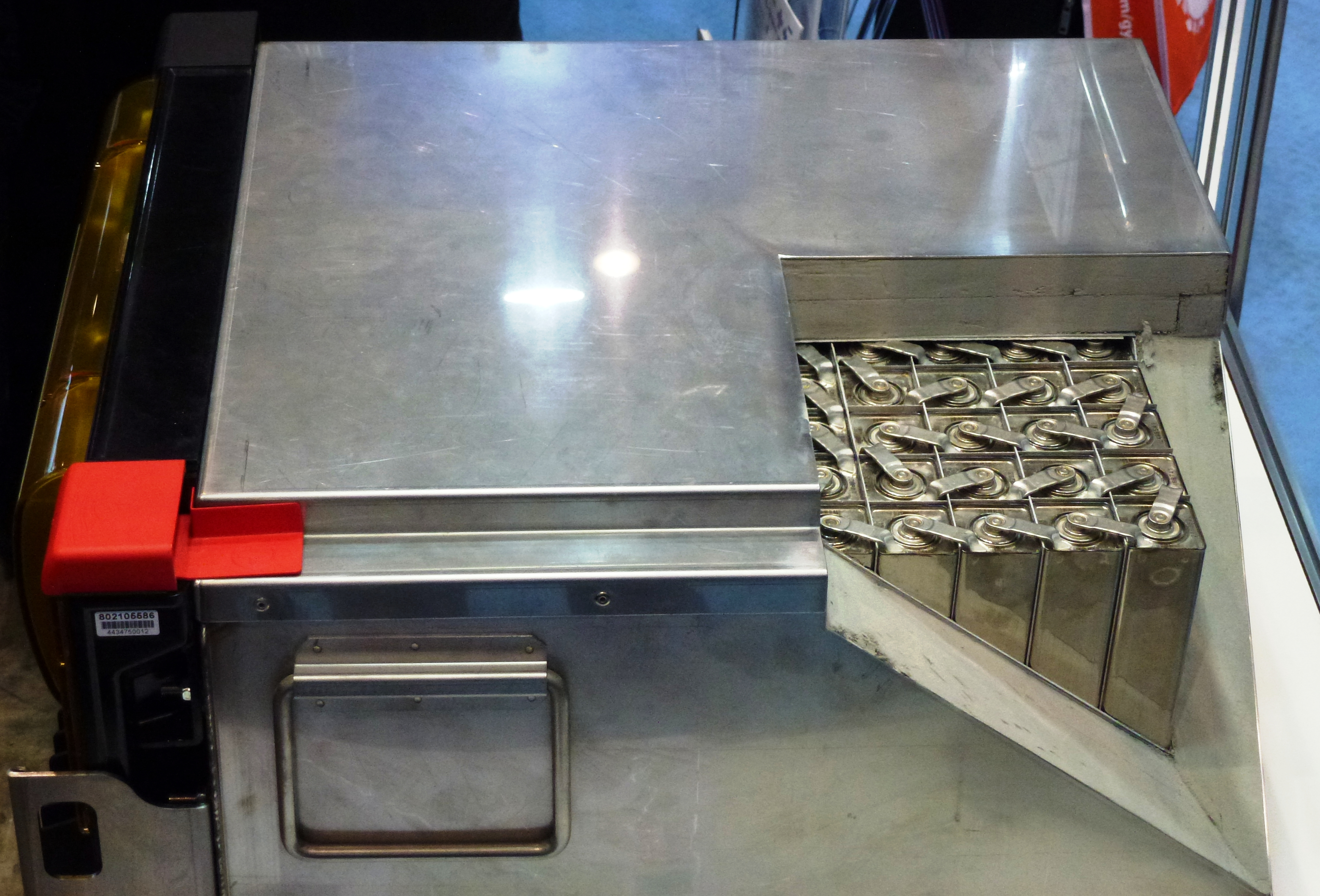
Natrium-Nickel-Batterie mit metallisch eingeschweißten Zellen in dicker Wärmedämmung

Eine Natrium-Nickelchlorid-Zelle, auch als ZEBRA-Batterie (englisch Zero Emission Battery Research Activities) bezeichnet, ist ein wiederaufladbarer Akkumulator, eine sogenannte Sekundärzelle. Sie zählt zu den Thermalbatterien. Statt eines flüssigen Elektrolyten werden ein fester Elektrolyt und eine Kombination aus flüssigen und festen Elektroden verwendet.
Der Akkumulator wurde in Elektrofahrzeugen wie Elektroautos, Hybridbussen und in Elektrobussen eingebaut. Er wird in Batterie-Speicherkraftwerken und im Bereich der Rüstungsindustrie verwendet.

## Geschichte und Hersteller
Thermisch aktivierte Batterien (Thermalbatterie)  wurden in Deutschland schon in der V2-Rakete eingesetzt. Sie wurden von Georg Otto Erb auf Basis von Calciumchromat bereits im Zweiten Weltkrieg entwickelt.
Danach wurde die Zebra-Zelle gegen Ende der 1970er Jahre von der südafrikanischen Firma Zebra Power Systems and Beta R&D Ltd ausgebaut, dafür erhielt diese 1978 ein erstes Patent. Die Firma Beta Research and Development entwickelte die Technologie weiter, bevor sie 1988 von der späteren AEG Anglo Batteries GmbH unter Beteiligung der Daimler AG übernommen wurde. Von der AEG Anglo Batteries GmbH kamen Produktionsverfahren und seit 1994 einsatzfähige Traktionsakkus für Elektroautos, so für die Mercedes-Benz Studie A ebenso wie für die danach als Elektroauto serienreif entwickelte A-Klasse electric.
Nach Einstellung dieses Projektes und der Verschmelzung von Daimler AG und Chrysler-AG wurden Technologie und Patente an MES-DEA in der Schweiz verkauft. MES-DEA produzierte Zebra-Akkus und rüstete verschiedene Kraftfahrzeuge mit Elektromotoren und Zebra-Batterien aus, u. a. Renault Twingo, Smart und Fiat Panda. Am Standort Stabio in der Schweiz werden die Batterien seit etwa 1998 produziert. 2010 gründete MES-DEA mit dem italienischen Batteriehersteller FIAMM das Unternehmen FZ Sonick, das die Batteriefertigung in Stabio sowie alle Patente und geistiges Eigentum übernahm. Nachdem MES-DEA zum 1. Juli 2010 seine Anteile an FIAMM verkaufte, firmiert das Unternehmen als FIAMM SoNick SA. SoNick steht darin für Sodium-Nickel-Chlorid. Das Geschäftsfeld Fahrzeugumrüstung wurde von MES-DEA an die Firma Kamoo AG übergeben.
Im Jahr 2010 war die Firma FIAMM SoNick SA in Stabio (Schweiz) neben Rolls-Royce in Großbritannien wesentlicher Hersteller von Zebra-Batterien.
Seit 2012 fertigt auch General Electric Natrium-Nickelchlorid-Batterien und verkauft sie unter dem Namen Durathon®.  Sie haben eine Leistung von 50 kW und können eine Energie von 100 kWh speichern. Zu Modulen können sie mit einer Leistung bis zu einem Megawatt und einer Energie bis zu 6 MWh zusammengestellt werden. Wegen des geringen kommerziellen Erfolgs wurde die Fertigung Anfang 2015 stark reduziert.

## Aufbau und Eigenschaften

Schnittdarstellung durch eine Natrium-Nickelchlorid-Zelle

Die Reaktanten sind Natriumchlorid (Kochsalz), mit einer flüssigen Salzlösung aus Nickelchlorid und Natriumchlorid durchtränktes gesintertes Nickel als positive Elektrode, und durch einen Separator getrennt im Außenbereich flüssiges Natrium als negative Elektrode. Die Trennung im Separator wird durch eine nur für Natriumionen durchlässige semipermeable Keramikwand aufrechterhalten, die die Natriumelektrode von der Natriumchlorid/Nickelchlorid/Nickelelektrode trennt und zugleich als Festelektrolyt dient. Wesentlicher Bestandteil der Keramik ist Natrium-β-aluminat (NaAl11O17), bei dem ab einer Temperatur von 270 °C die Natriumionen so beweglich werden, dass eine ausreichende Leitfähigkeit besteht. Vorteilhaft ist, dass das reine Natriummetall an der negativen Elektrode flüssig vorliegt, was den Aufbau inaktiver und zerstörerischer Verbindungen (Dendriten) verhindert.
Die Betriebstemperatur der durch Vakuum-Isolation wärmegedämmten Batterie beträgt typisch 300 °C (270 bis 350 °C). Die Batterie weist keine elektrochemische Selbstentladung auf, der Wirkungsgrad liegt bei rund 80 %. Allerdings muss die Zelle zur Aufrechterhaltung der Funktion auf hoher Betriebstemperatur gehalten werden, wodurch trotz thermischer Isolation eine Heizung notwendig ist. Während bei hinreichend hoher Energieentnahme die thermischen Verluste am Innenwiderstand der Zelle für das Halten der Temperatur ausreichen, ist bei Nichtnutzung eine zusätzliche Heizung notwendig, die, wenn sie ihre Leistung von der Zelle bezieht, zu einer stetigen Entladung führt.
Hinsichtlich der Lebensdauer wurde 2004 über eine Testbatterie berichtet, die seit elf Jahren im Test und über 3000 Zyklen genutzt worden ist (was etwa einem Zyklus pro Arbeitstag ausmacht). Es wurden zwei Typen vorgestellt: Beide mit je 17,8 kWh Energieinhalt, einmal bei 278 V mit 64 Ah und einmal bei 557 V und 32 Ah. Die Blöcke wiegen je 195 kg mit Gehäuse und Batteriemanagement, die spezifische Energie beträgt 94 Wh/kg. Die maximale Leistung beträgt laut Hersteller rund 32 kW. Batterien, die unter den Schmelzpunkt der Salze abgekühlt waren, können durch Aufheizen reaktiviert werden. Im abgekühlten Zustand kann von einer unbegrenzten Lagerfähigkeit ausgegangen werden, da die chemischen Substanzen dann inaktiv sind. Zur Anzahl der Abkühl-/Aufheizzyklen macht der Hersteller keine offizielle Angabe. Es kann davon ausgegangen werden, dass häufiges Abkühlen und Aufheizen zu mechanischen Belastungen der keramischen Membran führt. Jedoch ist das gelegentliche Abkühlen der Batterie im praktischen Einsatz unproblematisch.
Die Energiedichte beträgt etwa 100–120 Wh/kg. Im Vergleich dazu hat ein Bleiakkumulator eine Dichte von etwa 30 Wh/kg. Pro kWh Speicherkapazität benötigt eine Zebra-Batterie 1,53 kg Nickel, 1,43 kg Eisen, 0,31 kg Kupfer, 2,24 kg NaCl und 1,43 kg Aluminiumhydroxid (Böhmit).
Die Ausgangsstoffe sind im Vergleich zu anderen Akkutechnologien in ausreichenden Mengen preiswert vorhanden. Auch die Herstellung ist relativ unkompliziert. Die derzeit hohen Kosten je Kilowattstunde erklären sich aus den geringen produzierten Stückzahlen und könnten bei automatisierter Massenproduktion deutlich gesenkt werden. In der Schweiz wurde eine Untersuchung der gesamten Ökobilanz am Beispiel eines Twingo mit Zebra-Batterie durchgeführt. Dabei bestätigte sich, dass lediglich bei Betrieb mit reinem Kohlestrom oder sehr ungünstigem Nutzungsprofil der Zebra-Batterie (lange Standzeiten) die Umweltbilanz des Elektroautos schlechter als die von Fahrzeugen mit Verbrennungsmotor ausfallen kann.

## Elektrochemie
Die Gesamtreaktion bei der Entladung ist:
{\displaystyle \mathrm {NiCl} _{2}+2\mathrm {Na} \longrightarrow \mathrm {Ni} +2\mathrm {NaCl} +{\text{elektrische Energie}}}
Bei der Ladung läuft der Vorgang in umgekehrter Richtung ab. Die Zellenspannung im Leerlauf bei geladener Zelle beträgt üblicherweise 2,58 V. Diese Spannung hängt neben dem Aufbau der Zelle auch von der Ladegeschwindigkeit ab. Daneben existieren noch weitere Varianten, beispielsweise mit Elektroden aus gesintertem Eisen statt Nickel. Diese Zellen weisen eine Leerlaufspannung von 2,35 V auf.

## Anwendungen

### Elektromobilität
Schon die Entwicklung der Zebra-Batterie war eng mit der Elektromobilität, ausgelöst durch die CARB-Gesetzgebung in Kalifornien, verknüpft. MES-DEA hat dann bis 2009 Zebra-Akkus produziert und auch Kraftfahrzeuge mit Elektromotoren und Zebra-Batterien ausgerüstet, u. a. Renault Twingo, Smart und Panda. Diese wurden in der Schweiz und Italien vertrieben. Auch im Überland-Hybridbus O 405 NÜH, einem Duo-Bus, wurde 1996 eine 800 kg schwere Traktionsbatterie auf dem Fahrzeugdach verbaut.
Das derzeit bekannteste Auto mit Zebra-Batterie ist der Think City und der Smart EV in einer limitierten Auflage für London, GB. Auch der weltweit größte Hersteller von Elektrovans und Elektrolastern Smith Electric Vehicles hat Zebra-Batterie-Packs genutzt, so z. B. für den Smith Newton Range, ein 7,5-Tonner mit einem 120-Kilowatt-Elektromotor. Auch in Hybridbussen in Italien und vollelektrischen Bussen in Kalifornien wurden ZEBRA-Batterien ausgerüstet. Zebra-Batterien sind in verschiedenen Elektrofahrzeugen auch in Deutschland im Einsatz, u. a. in einem Daimler-Bus MB410E des BIMAQ, Bremen und in einem von der Firma Krebs und Aulich auf Elektroantrieb umgerüsteten Audi A2.
In Frankreich wurde 2011/2012 die Post mit Elektrofahrzeugen vom Typ Peugeot Partner und Citroën Berlingo ausgerüstet, die mit Zebra-Akkumulatoren ausgestattet sind. Die Ausrüstung erfolgte bei Venturi. Auch der Transporter Iveco Daily Electric ist mit einer ZEBRA-Batterie ausgerüstet, dieser wird z. B. von der Deutschen Post DHL seit 2011 in geringer Stückzahl testweise eingesetzt. Obwohl die käuflichen Elektrofahrzeuge mit langsamen Bordladern ausgerüstet sind, wurde im Prospekt der Daimler-AG (Seite:8) eine Schnelllademöglichkeit erwähnt. In der deutschen Übersetzung heißt es: „Das Laden der Batterien über das eingebaute Ladegerät dauert bei Vollentladung sieben Stunden. Mit externen Ladegeräten lässt sich der Ladevorgang auf eine Stunde verkürzen.“

### Mobilfunk-Basisstationen und Speicherkraftwerke
Wegen der langen Haltbarkeit und unproblematischen Beheizung als Stationärbatterie an einem stromversorgten Ort werden sie zunehmend in Mobilfunk-Basisstationen als Pufferakku verbaut. Hersteller ist beispielsweise General Electric.
Es gibt über ein Dutzend Stromspeicherkraftwerke, die Natrium-Nickelchlorid-Batterien nutzen; etwa zehn weitere waren 2014 im Bau. Die momentan stärkste ist in Kanada im Einsatz, stammt von General Electric und kann zwei Stunden lang ein Megawatt leisten.

### Waffensysteme
Wegen ihrer hohen Energiedichte und Zuverlässigkeit werden ZEBRA-Batterien auch in Waffensystemen wie U-Booten und Raketen eingesetzt. Europäische Hersteller sind z. B. Rolls-Royce. Rolls-Royce bietet ZEBRA-Batterien von 24 V bis 1000 V und mit einer Kapazität von 2 kWh bis 50 kWh an.